# Le Grand Chasseur
Le Grand chasseur est la huitième histoire de la série Spirou et Fantasio de Rob-Vel. Elle est publiée pour la première fois dans Spirou du no 42/41 au no 22/42.